# Афінська консерваторія
Афінська консерваторія (грец. Ωδείον Αθηνών) — наразі найдавніша консерваторія сучасної Греції. Її художнинім керівником нині є Аристотель Гаруфаліс.

## Історія
Вона була заснована в 1871 році Афінським музично-драматичним товариством. Первісно у закладі навчали грі тільки на двох музичних інструментах: на скрипці і флейті. Показово, що уроки гри на фортепіано не були включені у програму. 1881 року новий директор консерваторії Георгіос Назос, який сам здобув музичну освіту у Німеччині, розширив навчальну програму консерваторії шляхом впровадження сучасного західно-європейського стилю. 1893 року при консерваторії був організований оркестр, який 1911 року виділився в окрему структуру, що сьогодні існує під назвою Афінський державний оркестр.
Серед музикантів, які викладали в Афінській консерваторії Маноліс Каломіріс, Ельвіра де Ідальго, Мусатова-Кульженко Єлизавета Іванівна. Серед випускників консерваторії також багато видатних постатей у світовій історії музики: Спірідон Самарас (1875—1882), Марія Каллас (1938), Димітріс Мітропулос (1919), Джина Бахауер, Фрасивулос Георгіадіс, Нана Мускурі, Ставрос Ксархакос і Мікіс Теодоракіс, сучасний піаніст-віртуоз Дімітріс Сгурос.